# Shaun Pollock
Shaun Maclean Pollock (* 16. Juli 1973 in Port Elizabeth) ist ein ehemaliger südafrikanischer Cricketspieler und einer der besten All-rounder der Geschichte. Er ist der Bowler mit den meisten Testwickets für Südafrika. Shaun Pollock stammt aus einer berühmten Cricketspielerfamilie. Sein Vater Peter Pollock und sein Onkel Graeme Pollock spielten ebenfalls Test Cricket für Südafrika. 

## Karriere
Shaun Pollock absolvierte während seiner Karriere 108 Test Matches, bei denen er insgesamt 3781 Runs und 421 Wickets erzielte. Weltweit haben nur sieben Spieler mehr Testwickets erreicht als Shaun Pollock. Außerdem ist er einer von insgesamt nur acht Cricket Spielern, die mindestens 3000 Testruns und 300 Testwickets holten. Sein Testdebüt feierte Pollock im November 1995 gegen das englische Testteam. Seinen letzten Einsatz bei einem Test hatte Pollock gegen das Team der West Indies im Januar 2008. Shaun Pollock absolvierte zudem 303 One-Day International Matches für Südafrika, bei denen er insgesamt 3519 Runs und 393 Wickets erzielte. Nur insgesamt fünf andere Spieler haben bei One-Day Internationals bisher mehr Wickets erzielt als Shaun Pollock. Shaun Pollock nahm mit dem südafrikanischen Team an vier Cricket-Weltmeisterschaften (1996, 1999, 2003 und 2007) teil.
2008 erhielt er den Order of Ikhamanga in Silber.